# Langgeng
Langgeng is een bestuurslaag in het regentschap Temanggung van de provincie Midden-Java, Indonesië. Langgeng telt 1006 inwoners (volkstelling 2010).